# 梁皇后 (西夏惠宗)
梁皇后（11世纪？—1099年），西夏惠宗李秉常的皇后，夏崇宗李乾顺生母，夏惠宗之母毅宗梁皇后的侄女，梁乙埋女儿。
梁氏因其美貌，於大安九年（1083年）被立为皇后，天安禮定二年（1086年）惠宗病逝，崇宗即位，尊母亲为皇太后。永安二年（1099年）正月，辽道宗耶律洪基遣使臣至西夏，设计毒杀梁皇后，崇宗给母亲上谥号昭简文穆皇后。